# Siphonandra boliviana
Siphonandra boliviana är en ljungväxtart som beskrevs av Luteyn. Siphonandra boliviana ingår i släktet Siphonandra och familjen ljungväxter. Inga underarter finns listade i Catalogue of Life.